# PalaTrento
Il PalaTrento (già PalaGhiaie), conosciuto anche con il nome sponsorizzato di Bts Arena, è il principale impianto sportivo di Trento, concepito principalmente per la pratica della pallavolo, della pallacanestro e del calcio a 5. L'impianto viene anche utilizzato per l'organizzazione di concerti ed altre manifestazioni pubbliche.

## Storia
L'impianto, progettato dall'architetto roveretano Renato Rizzi, è stato inaugurato nel 2000 in occasione della prima partita casalinga della Trentino Volley, disputata il 22 ottobre. Il primo nome dell'impianto fu PalaGhiaie (dal nome della località del capoluogo trentino in cui sorge), per poi essere trasformato, nel 2005, in PalaTrento. Dal 2018, in seguito a gara indetta dal comune per trovare uno sponsor e vinta dall'azienda Adige S.p.A. di Levico, del Gruppo BLM, ebbe la denominazione di BLM Group Arena. Finito l'accordo (non rinnovato) tra il comune e l'azienda, è stato quindi annunciato che a partire dal 1º settembre 2023 (cioè a partire dalla stagione 2023/24 di Aquila Trento e Trentino Volley) l'impianto si sarebbe chiamato "Il T Quotidiano Arena".
Fin dalla sua inaugurazione è servito principalmente come impianto per la pratica della pallavolo, ospitando allenamenti e partite casalinghe della Trentino Volley e, durante il periodo estivo, anche gli allenamenti della Nazionale italiana maschile di pallavolo. Nell'estate del 2011 vennero effettuati dei lavori di manutenzione e di ampliamento della capienza; tale obiettivo è stato raggiunto tramite la chiusura dei due spazi aperti presenti lungo i lati lunghi delle tribune. I nuovi settori sono stati rinominati con le lettere V e K.
Entro settembre 2020, dovrebbero essere realizzati dei lavori che porteranno il numero dei posti a sedere, dagli attuali 4000 a 5000.
L'impianto ospita anche le partite casalinghe della principale formazione locale di pallacanestro, l'Aquila Basket Trento. Dal 2012 al 2017, inoltre, è stata anche la sede degli incontri del torneo internazionale Trentino Basket Cup, tra le cui squadre partecipanti vi era la Nazionale italiana. Il 14 luglio 2025 cambia nome e, per ragioni di sponsorizzazione, diventa Bts Arena.

## Caratteristiche

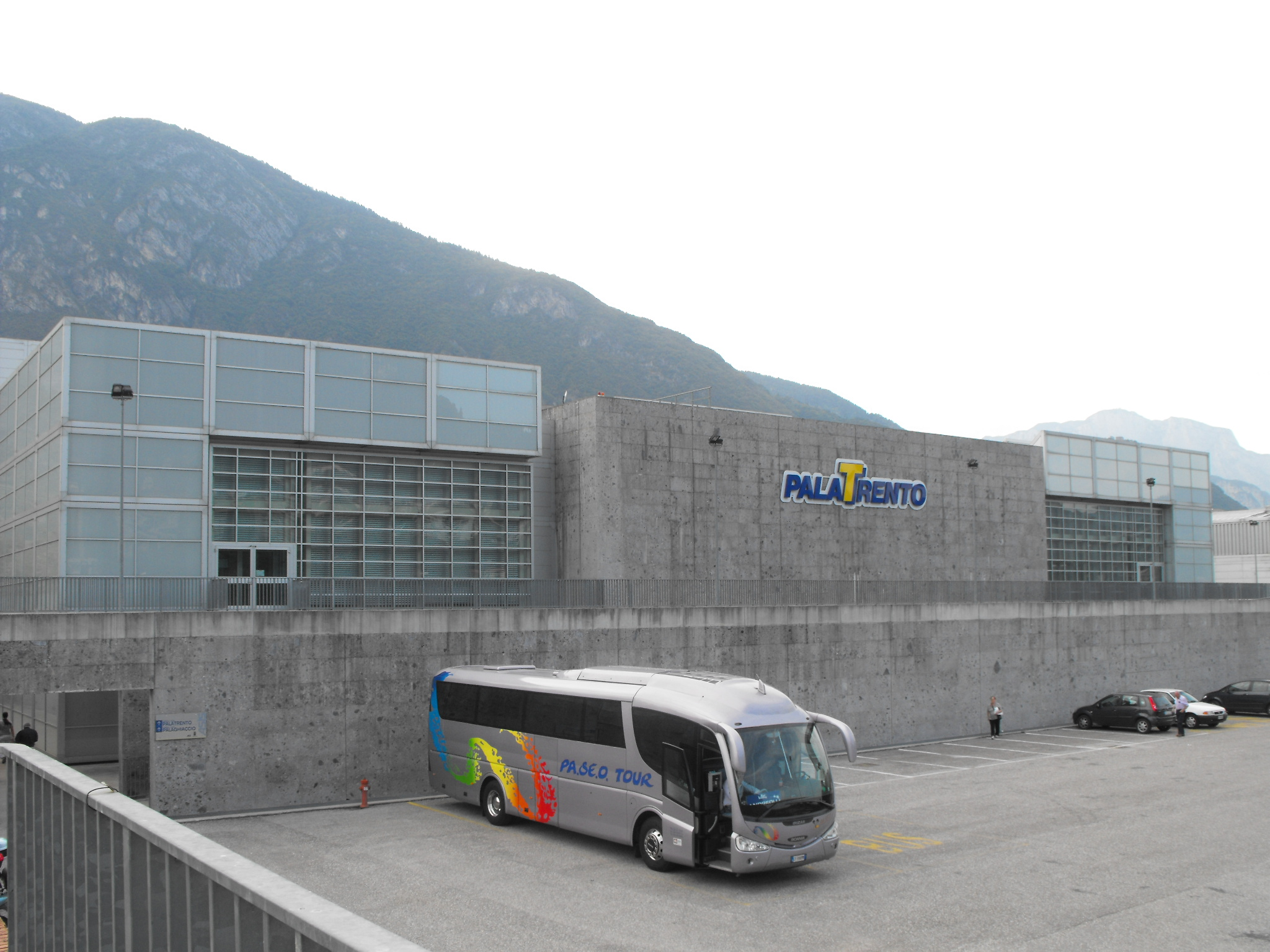
Esterno del palasport

La struttura si trova all'interno della zona sportiva Ghiaie, la quale comprende anche lo stadio del ghiaccio (PalaGhiaccio), un campo da rugby e un campo da baseball.

L'impianto ha una dimensione di 56,00 × 28,80 metri ed un'altezza di 12,50 metri. La superficie di gioco ha orientamento est-ovest, con i lati lunghi e le tribune relative sui lati nord e sud. La capienza totale dell'impianto è di circa 4.000 posti.
I servizi all'interno della struttura possono contare su:
- 6 spogliatoi atleti e 6 spogliatoi arbitri
- tabellone segnapunti
- infermeria
- locale doping
- impianto audio
- servizio bar
- ascensore